# العلاقات الباكستانية الكازاخستانية
العلاقات الباكستانية الكازاخستانية هي العلاقات الثنائية التي تجمع بين باكستان وكازاخستان.

## مقارنة بين البلدين
هذه مقارنة عامة ومرجعية للدولتين:
| وجه المقارنة                                              | باكستان                     | كازاخستان                      |
| --------------------------------------------------------- | --------------------------- | ------------------------------ |
| المساحة (كم2)                                             | 881.91 ألف                  | 2.72 مليون                     |
| عدد السكان (نسمة)                                         | 197.02 مليون                | 17.95 مليون                    |
| الكثافة السكانية (ن./كم²)                                 | 223.4                       | 6.6                            |
| العاصمة                                                   | إسلام آباد                  | نور سلطان                      |
| اللغة الرسمية                                             | لغة إنجليزية، اللغة الأردية | اللغة القازاقية، اللغة الروسية |
| العملة                                                    | روبية باكستانية             | تينغ كازاخستاني                |
| الناتج المحلي الإجمالي (بليون دولار)                      | 304.95 مليار                | 159.41 مليار                   |
| الناتج المحلي الإجمالي (تعادل القوة الشرائية) بليون دولار | 946.67 مليار                | 439.39 مليار                   |
| الناتج المحلي الإجمالي الاسمي للفرد دولار أمريكي          | 1.43 ألف                    | 10.51 ألف                      |
| الناتج المحلي الإجمالي للفرد دولار أمريكي                 | 4.81 ألف                    | 24.23 ألف                      |
| مؤشر التنمية البشرية                                      | 0.538                       | 0.788                          |
| رمز المكالمات الدولي                                      | +92                         | +7                             |
| رمز الإنترنت                                              | .pk                         | .kz، .қаз ‏                     |
| المنطقة الزمنية                                           | ت ع م+05:00                 | ت ع م+05:00، ت ع م+06:00       |

## منظمات دولية مشتركة
يشترك البلدان في عضوية مجموعة من المنظمات الدولية، منها:
| علم المنظمة | اسم المنظمة                               | تاريخ انضمام باكستان | تاريخ انضمام كازاخستان |
| ----------- | ----------------------------------------- | -------------------- | ---------------------- |
|             | منظمة التعاون الإسلامي                    | ?                    | ?                      |
|             | الاتحاد البريدي العالمي                   | ?                    | ?                      |
|             | بنك التنمية الآسيوي                       | 1966                 | 1994                   |
|             | يونسكو                                    | 14 سبتمبر 1949       | 22 مايو 1992           |
|             | البنك الدولي للإنشاء والتعمير             | 11 يوليو 1950        | 23 يوليو 1992          |
|             | وكالة ضمان الاستثمار متعدد الأطراف        | 12 أبريل 1988        | 12 أغسطس 1993          |
|             | الاتحاد الدولي للاتصالات                  | 26 أغسطس 1947        | 23 فبراير 1993         |
|             | منظمة الشرطة الجنائية الدولية             | ?                    | ?                      |
|             | مؤسسة التمويل الدولية                     | 20 يوليو 1956        | 30 سبتمبر 1993         |
|             | الأمم المتحدة                             | 30 سبتمبر 1947       | 2 مارس 1992            |
|             | منظمة شانغهاي للتعاون                     | ?                    | 26 أبريل 1996          |
|             | الفريق المعني برصد الأرض                  | ?                    | ?                      |
|             | منظمة حظر الأسلحة الكيميائية              | ?                    | ?                      |
|             | المركز الدولي لتسوية المنازعات الاستشارية | 15 أكتوبر 1966       | 21 أكتوبر 2000         |

## وصلات خارجية
- موقع وزارة الخارجية الباكستانية
- موقع وزارة الخارجية الكازاخستانية